# 端点安全
端点安全或端点防护是一种保护远程桥接到客户端设备的计算机网络的方法。笔记本电脑、平板电脑、手机和其他无线设备与企业网络的连接会为安全威胁创建攻击途径。端点安全试图确保这些设备遵循一定程度的标准。
在2010年代，端点安全领域已经从有限的反病毒软件发展到更先进、更全面的防御。这包括下一代反病毒软件、威胁检测、调查和响应、设备管理、数据泄露防护（DLP）以及应对不断演变的威胁的其他注意事项。 

## 企业网络安全
终端安全管理是一种软件方法，它有助于识别和管理用户在企业网络上的计算机和数据访问。这允许网络管理员限制特定用户对敏感数据和某些网站的访问，以维护和遵守组织的政策和标准。用于协调终端安全管理系统的组件包括虚拟专用网络 （VPN）客户端、操作系统和更新的终端代理。不符合组织策略的计算机设备将被限制访问虚拟局域网。对终端和可移动存储设备上的数据进行加密有助于防止数据泄露。

### 客户端-服务器模型
终端安全系统基于客户端-服务器模型运行，安全程序由一个集中式托管主机服务器控制，该服务器与安装在所有网络驱动器上的客户端程序相连接。还有另一种称为软件即服务 （SaaS）的模型，其中安全程序和主机服务器由商家远程维护。在支付卡行业中，两种交付模型的共同点是服务器程序会验证用户的登录凭据并执行设备扫描，以在允许网络访问之前检查其是否符合指定的企业安全标准。
除了保护组织的终端免受潜在威胁外，终端安全还允许IT管理员监控操作功能和数据备份策略。

## 攻击向量
终端安全是一个不断发展的领域，主要是因为攻击者从未停止创新他们的策略。加强防御的根本步骤是掌握攻击者用来入侵终端设备的各种途径。以下是一些最常用的方法：
- 网络钓鱼电子邮件：仍然是一种普遍的策略，其中欺骗性信息诱使用户陷入恶意陷阱，通常借助复杂的社会工程技术。这些策略使欺诈性电子邮件与合法电子邮件难以区分，从而提高了其效率。[11]
- 数字广告：合法广告可能会被篡改，从而导致“恶意广告”。如果毫无戒心的用户与受感染的广告互动，就会引入恶意软件。这与社会工程中心理操纵的危险（网络犯罪分子利用人类行为引入威胁）一起，突出了终端漏洞的多方面性。
- 物理设备：USB和其他可移动媒体仍然是一种切实的威胁。插入受感染的设备会迅速危害整个系统。在数字方面，点对点网络等平台放大了风险，经常成为恶意软件传播的中心。
- 密码漏洞：无论是可预测性、重复使用凭据还是暴力破解尝试，密码通常都会成为最薄弱的环节。即使是远程桌面协议（RDP）等专用协议也并非无懈可击，攻击者会寻找开放的RDP端口进行利用。电子邮件中的附件（尤其是包含宏的附件）以及社交媒体和消息传递平台上共享的内容也存在重大风险。
- 物联网（IoT）：由于在线物联网设备数量的增加，希望访问专用网络的黑客的切入点也越来越多。物联网设备通常缺乏强大的安全性，成为攻击者不知情的网关。

## 端点保护主要要素
端点设备的保护比以往任何时候都更加重要。了解构成端点保护的不同组成部分对于制定强大的防御策略至关重要。以下是保护端点安全的主要要素：
- 沙盒：在端点保护领域，沙盒的概念已成为一种关键的安全机制。沙盒将潜在有害软件隔离在指定的受控环境中，保护更广泛的系统免受可能的威胁。这种隔离可以防止软件在恶意的情况下可能产生的任何负面影响。沙盒过程通常涉及将来自端点的任何可疑或未经验证的文件提交到此受控环境。在这里，将监控软件的行为，尤其是它与系统的交互以及任何网络通信。根据分析结果做出决定：如果软件行为正常，则允许其在主系统中运行；如果不是，则部署必要的安全措施。从本质上讲，沙盒通过预先识别威胁、在安全环境中对其进行分析以及防止潜在危害来加强端点保护，从而确保对多种威胁的全面防御。[12]
- 防病毒和反恶意软件：防病毒和反恶意软件程序在端点安全中仍然至关重要，不断防御各种恶意软件。它们旨在检测、阻止和消除威胁，利用基于签名的扫描、启发式分析和行为评估等技术。保持更新至关重要。大多数防病毒工具会自动刷新其数据库以识别新出现的恶意软件。这种适应性，加上基于行为的分析和机器学习的集成等功能，增强了它们应对新型和不断发展的威胁的能力。
- 防火墙：它们的主要作用是控制访问，确保只有授权实体才能在网络内进行通信。这种控制扩展到确定哪些应用程序可以运行和通信。许多现代防火墙还提供虚拟专用网络（VPN）支持，提供安全的加密连接，尤其适用于远程访问。云原生防火墙和集成威胁情报等创新展示了它们不断发展的趋势。从本质上讲，防火墙仍然是端点保护中至关重要的主动组件，与其他工具协同工作，形成抵御网络威胁的强大防御。
- 入侵检测和防御（IDP）系统：通过持续监控网络流量，这些系统可以识别表明安全威胁的可疑模式，从而成为端点保护多方面方法中的重要组成部分。IDPS的核心依赖于广泛的已知威胁特征数据库、启发式方法和复杂算法，以区分正常活动和潜在有害活动。当检测到可疑活动时，系统可以根据其配置采取立即措施，通过向管理员发出警报甚至阻止流量来源。入侵检测和防御系统的另一个关键方面是它们能够在不给网络流量带来显著延迟的情况下发挥作用。通过高效运行，它们确保安全措施不会损害端点设备的运行性能。
- 数据丢失防护（DLP）：DLP工具植根于维护数据完整性和机密性的原则，可以扫描和监控传输中、静态和处理过程中的数据。它们利用先进的检测技术，根据预定义的策略识别潜在的泄漏或未经授权的数据移动。如果检测到潜在的违反策略行为，DLP可以采取从向管理员发出警报到彻底阻止数据传输等一系列措施。这种机制不仅可以阻止由于人为错误导致的意外泄漏，还可以阻止内部人员或恶意软件恶意窃取数据的企图。
- 补丁管理：补丁管理的本质在于系统地获取、测试和应用组织内所有端点的更新。如果没有强大的补丁管理策略，端点仍然容易受到针对已知漏洞的攻击，从而为网络犯罪分子提供破坏系统的机会。通过确保所有设备都配备最新的安全补丁，组织可以加强防御，大幅缩短暴露窗口，并增强抵御潜在网络攻击的能力。
- 机器学习和人工智能：通过利用机器学习算法，EDR系统可以从海量数据中不断学习，识别与恶意活动相关的模式和行为。这种持续学习能够识别以前未见过的威胁，增强工具检测零日漏洞和高级持续威胁的能力。除了检测之外，人工智能还增强了EDR的响应方面。由智能算法提供信息的自动化响应机制可以迅速遏制和缓解威胁，减少漏洞窗口和潜在损害。将机器学习和人工智能纳入EDR不仅增强了检测能力，还简化了安全操作。自动化分析减少了误报，预测分析可以根据观察到的模式预测未来潜在的威胁。[13]

## 方法
- 持续适应：面对快速演变的威胁，组织必须定期审查和调整其终端防护策略。这种适应性应从技术采用扩展到员工培训。

- 整体方法：务必认识到终端防护不是一个独立的解决方案。组织应采用多层次防御方法，将终端安全与网络、云和边界防御相集成。

- 供应商协作：与解决方案供应商的定期互动可以提供对新兴威胁和最新防御技术的洞察力。建立协作关系可确保安全始终保持最新状态。

- 教育和培训：安全中最薄弱的环节之一仍然是人为错误。定期的培训课程、安全意识计划和模拟网络钓鱼活动可以显著降低这种风险。

- 拥抱技术进步：将人工智能和机器学习功能集成到终端防护机制中，确保组织能够检测和应对零日威胁和复杂的攻击向量。

## 端点保护平台
端点保护平台（EPP）是一种部署在端点设备上的解决方案，用于阻止基于文件的恶意软体攻击，检测恶意活动，并提供响应动态安全事件和警报所需的调查和修复功能。一些供应商生产的系统将EPP系统与端點偵測與回應（EDR）平台融合在一起——EDR平台专注于威胁检测、响应和统一监控。